# Championnat d'Europe de football 2032
Navigation
Irlande - Royaume-Uni 2028 Euro 2036
Le Championnat d'Europe de l'UEFA de football 2032 est la 19e édition du Championnat d'Europe de football, communément abrégé en Euro 2032, compétition organisée par l'UEFA et rassemblant les meilleures équipes nationales masculines européennes.
L'Italie et la Turquie ont été désignées pays organisateurs de l'Euro 2032 le 10 octobre 2023. C'est la cinquième fois que l'organisation de l'Euro est confiée à deux pays conjointement, après les éditions de 2000, 2008, 2012 et 2028, mais la première fois que les deux pays concernés sont géographiquement éloignés et n'ont aucune frontière commune.

## Candidatures

### Candidatures officielles
Le 12 avril 2023, l'UEFA annonce avoir reçu deux dossiers de candidature pour accueillir la compétition :
- Italie : la fédération italienne a annoncé une candidature pour l'UEFA Euro 2032[2] ;
- Turquie : la fédération turque reste sur cinq échecs consécutifs (pour les éditions de 2008 à 2024[3]) ; en cas d'échec de sa candidature pour l'Euro 2028, la Turquie fait également part de son intérêt pour l'organisation de l'Euro 2032[2].

Le 12 avril 2023, l'UEFA annonce que les dossiers de candidature de l'Italie et de la Turquie ont été déposés. L'UEFA a aussi annoncé que les deux organisateurs de l'Euro 2028 et de l'Euro 2032 seront annoncés en octobre 2023.
Le 28 juillet 2023, l'UEFA reçoit une demande de la fédération italienne et la fédération turque pour présenter une candidature conjointe,,.

### Désignation du pays organisateur
La désignation de l'organisation Italo-turque s'est effectué le 10 octobre 2023 à Nyon, en Suisse en même temps que l'organisation de l'Euro 2028.